# براين بوث
براين بوث (بالإنجليزية: Brian Booth)‏ (و. 1933 – 2023 م) هو لاعب هوكي الحقل، ولاعب كريكت أسترالي، ولد في Perthville ‏، شارك في الألعاب الأولمبية الصيفية 1956، توفي في كوغارة ‏، عن عمر يناهز 90 عاماً.

## التعليم
تعلم في Bathurst High Campus ‏
.

## جوائز
حصل على جوائز منها:
- وسام الرياضة الاسترالية  [لغات أخرى]‏ في 24 أكتوبر 2000[6]
- عضو رتبة الإمبراطورية البريطانية في 12 يونيو 1982[7]